# تاداتوشي اكيبا
تاداتوشي اكيبا (ولد في 3 نوفمبر 1942) هو رياضياتي وسياسي ياباني شغل منصب رئيس بلدية هيروشيما من عام 1999 حتى 2011.

## تعليمه
درس الرياضيات في جامعة طوكيو وحصل على درجة البكالوريوس في 1966 ثم درجة الماجستير في 1968 وتابع دراسته تحت إشراف جون ملنور في معهد ماساتشوستس للتقنية ثم تحصل على درجة الدكتوراة في عام 1970.